# Las Wiedeński
Las Wiedeński (niem. Wienerwald) – najbardziej wysunięte na północny wschód pasmo górskie Alp Wschodnich, znajdujące się w pobliżu Wiednia w Austrii.

## Charakterystyka
Najwyższy szczyt Lasu Wiedeńskiego to Schöpfl (893 m n.p.m.). Jest to okolica turystyczno-wypoczynkowa dla mieszkańców Wiednia. Zbocza Lasu Wiedeńskiego porastają lasy bukowe i dębowe. Znajduje się tam rezerwat przyrody.

## Pozostałe informacje
- Opowieści Lasku Wiedeńskiego (G’schichten aus dem Wienerwald, 1868, op. 325) to jeden z bardziej znanych walców Johanna Straussa,
- na skraju Wienerwaldu znajduje się jeden z najbardziej kontrowersyjnych architektonicznie kościołów Wiednia – Wotrubakirche,
- przez północną część Lasu Wiedeńskiego (od Tulln an der Donau) odbywał się pochód wojsk polskich króla Jana III Sobieskiego idących na odsiecz Wiedniowi we wrześniu 1683.